# 1573

## Naixements
- Melchior Franck (Zittau, Saxònia) compositor alemany d'estil renaixentista i barroc.

## Necrològiques
- 16 de febrer, Magúncia: Georg Witzel, pedagog i compositor de música religiosa.
- 13 de maig, Província de Mikawa (Japó): Takeda Shingen, dàimio i senyor de la guerra japonès (n. 1521).[1]
- Paul Scalich, enciclopedista i humanista croat.